# Zarenkanone

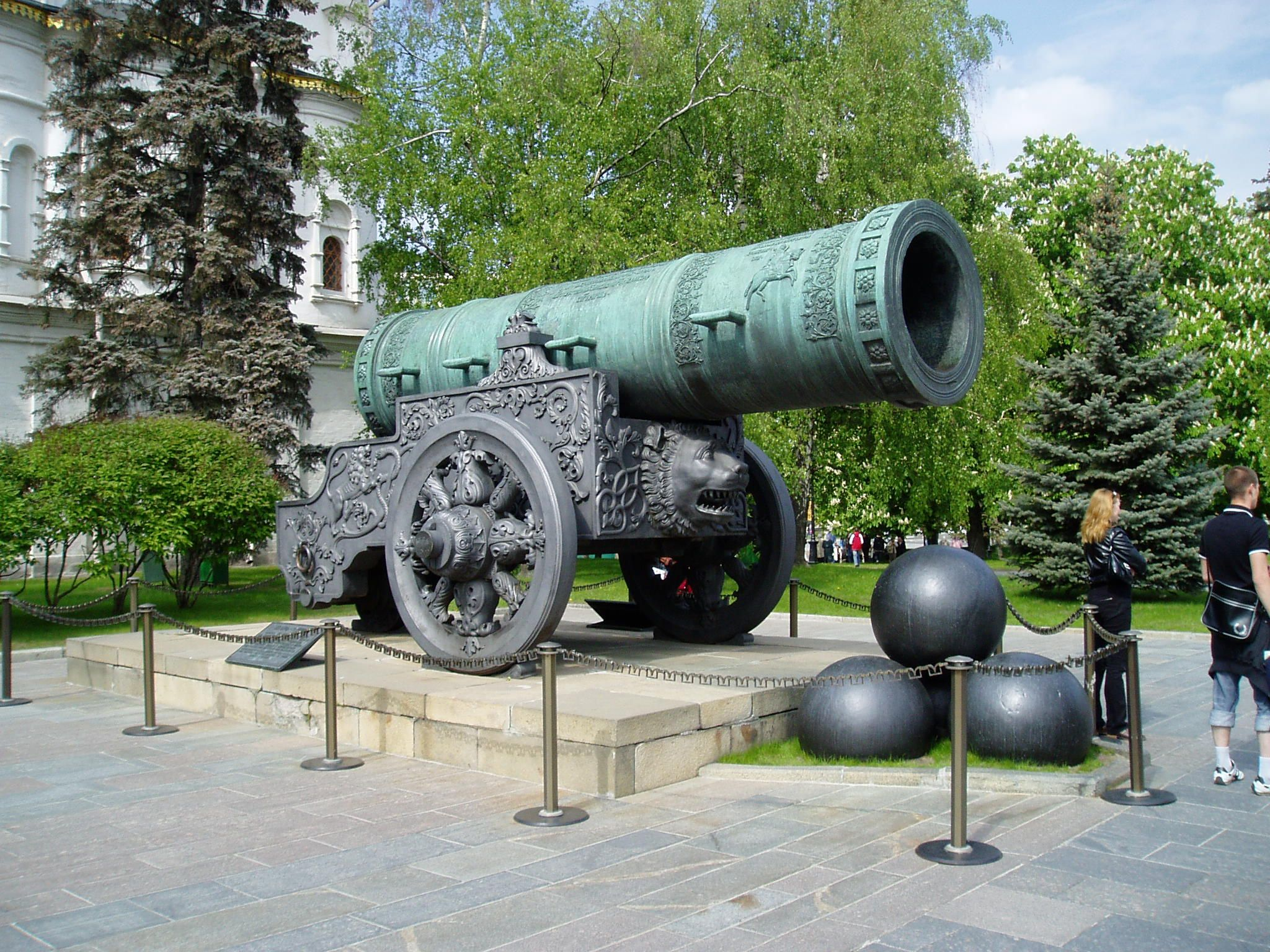
Zarenkanone

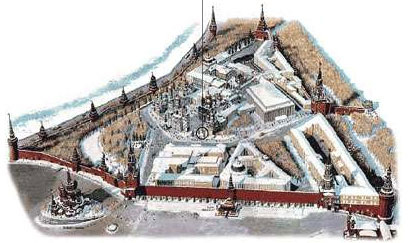
Lage im Kreml

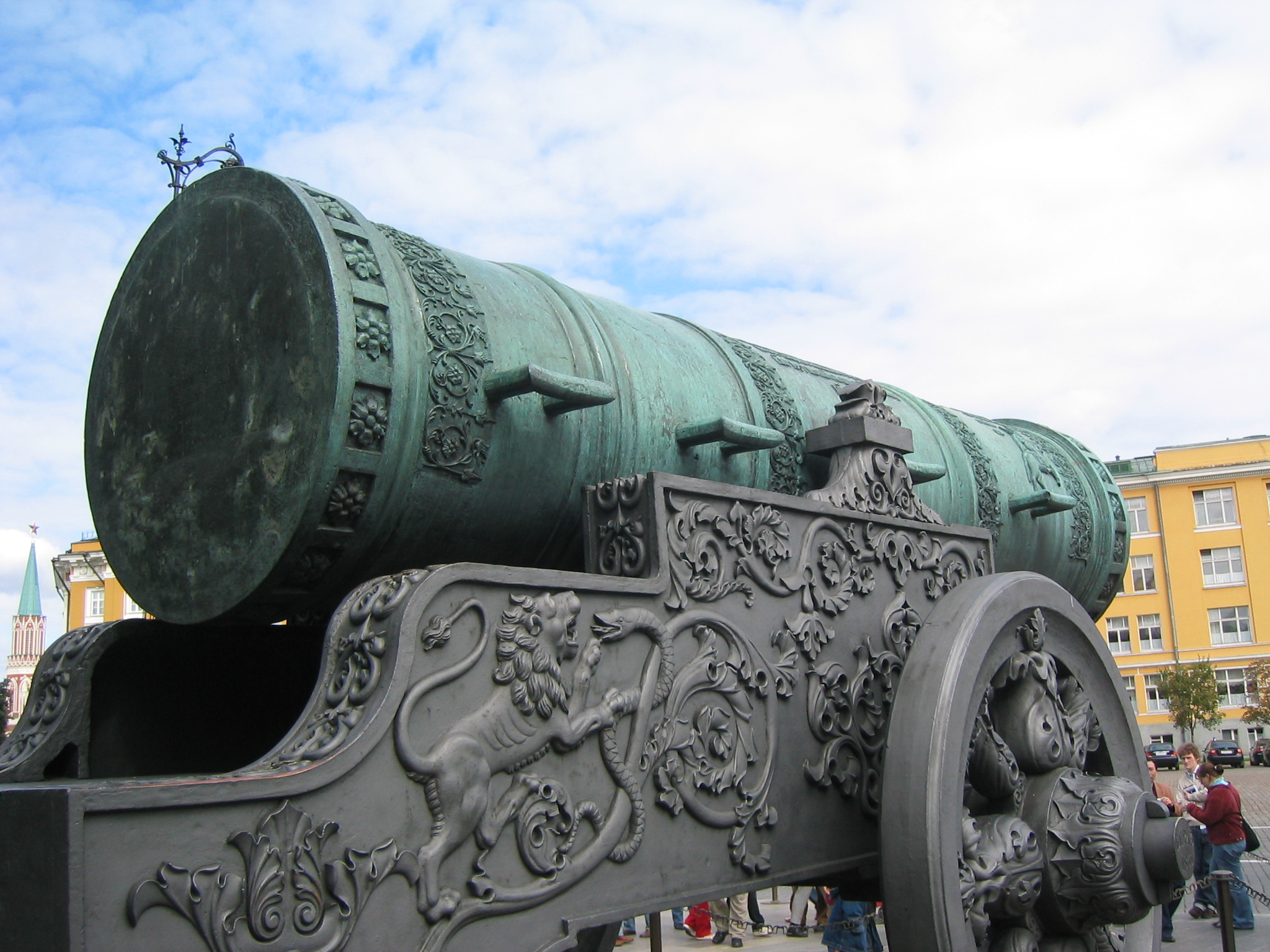
Lafettenornamente

Briefmarke 1978

Die Zarenkanone (russisch Царь-пу́шка / Zar-puschka) ist eine vermutlich nie zum Einsatz gekommene Steinbüchse, die bis heute im Moskauer Kreml als Denkmal ausgestellt ist und mit ihren gewaltigen Ausmaßen ein markantes Denkmal der Artillerie und der Gusstechnik des frühneuzeitlichen Russlands darstellt.

## Allgemeine Beschreibung
Die Zarenkanone wurde im Jahr 1586 in Moskau vom russischen Gießermeister Andrei Tschochow hergestellt, der im späten 16. und frühen 17. Jahrhundert eine Vielzahl teilweise bis heute erhaltener Artilleriegeschütze erschaffen hat. Die Zarenkanone ist bezüglich ihrer technischen Eigenschaften eigentlich keine richtige Kanone, sondern gleicht eher einem Mörser. Sie steht auf einer stilisierten Lafette nahe dem Platz der drei Kathedralen (Mariä-Entschlafens-Kathedrale, Mariä-Verkündigungs-Kathedrale und Erzengel-Michael-Kathedrale). Sie gilt als bekannte Touristenattraktion im Ensemble des Moskauer Kremls. Die kugelförmigen Gusseisengeschosse, die neben der Kanone zu sehen sind – jedes davon ist 1,97 Tonnen schwer – wurden erst im Jahr 1834 als reine Dekoration zur Kanone hergestellt und wären als Geschosse auch nicht zu gebrauchen: Speziell die Zarenkanone war zum Abfeuern von Kartätschen konstruiert worden.
Die Kanone ist 5,34 Meter lang und 39,312 Tonnen schwer. Sie hat ein Kaliber von 890 mm. Der Außendurchmesser ihres aus hochqualitativer Bronze hergestellten Laufs beträgt 120 cm. Daran sind beiderseits je vier gegossene Rechteckklammern angebracht, an denen man beim Transport der Waffe die Seile befestigte. Teile des Laufs sind von Reliefs geziert, unter anderem mit einem Reiterbildnis des Zaren Fjodor I., während dessen Herrschaft die Kanone gefertigt wurde. Möglicherweise war diese Tatsache namensgebend für die Kanone, wenngleich nach anderen Versionen der Name Zarenkanone lediglich auf deren überragende Größe zurückzuführen ist. Ebenfalls an mehreren Stellen des Laufs finden sich eingegossene Aufschriften aus der Herstellungszeit der Zarenkanone. Eine davon lautet: „Auf Befehl des rechtgläubigen und den Christus liebenden Zaren und Großfürsten Fjodor Iwanowitsch, des Herrn Allerhalters von ganzem großen Russland bei seiner frommen und den Christus liebenden Zarin und Großfürstin Irina“, an einer anderen Stelle heißt es: „Gegossen wurde diese Kanone in der höchstberühmten Zarenstadt Moskau im Jahre 7094 [nach der Schöpfung], im dritten Jahr seiner Herrschaft. Gemacht wurde die Kanone vom Kanonengießer Ondrei [sic!] Tschochow“.
Die aus Gusseisen hergestellte dekorative Lafette der Kanone weist ein Gewicht von 15 Tonnen auf. Sie wurde 1835 in Sankt Petersburg nach Entwurf des seinerzeit renommierten Architekten Alexander Brjullow (eines Bruders des bedeutenden Malers Karl Brjullow) mit Beteiligung des Ingenieurs Pjotr de Witte im Baird-Werk gegossen. Entsprechend der Gestalt des Laufs wurde die Lafette in der Farbe der Bronze gestrichen und ist ausgiebig mit Ornamenten stilisierter Tier- und Pflanzendarstellungen geschmückt.

## Geschichte

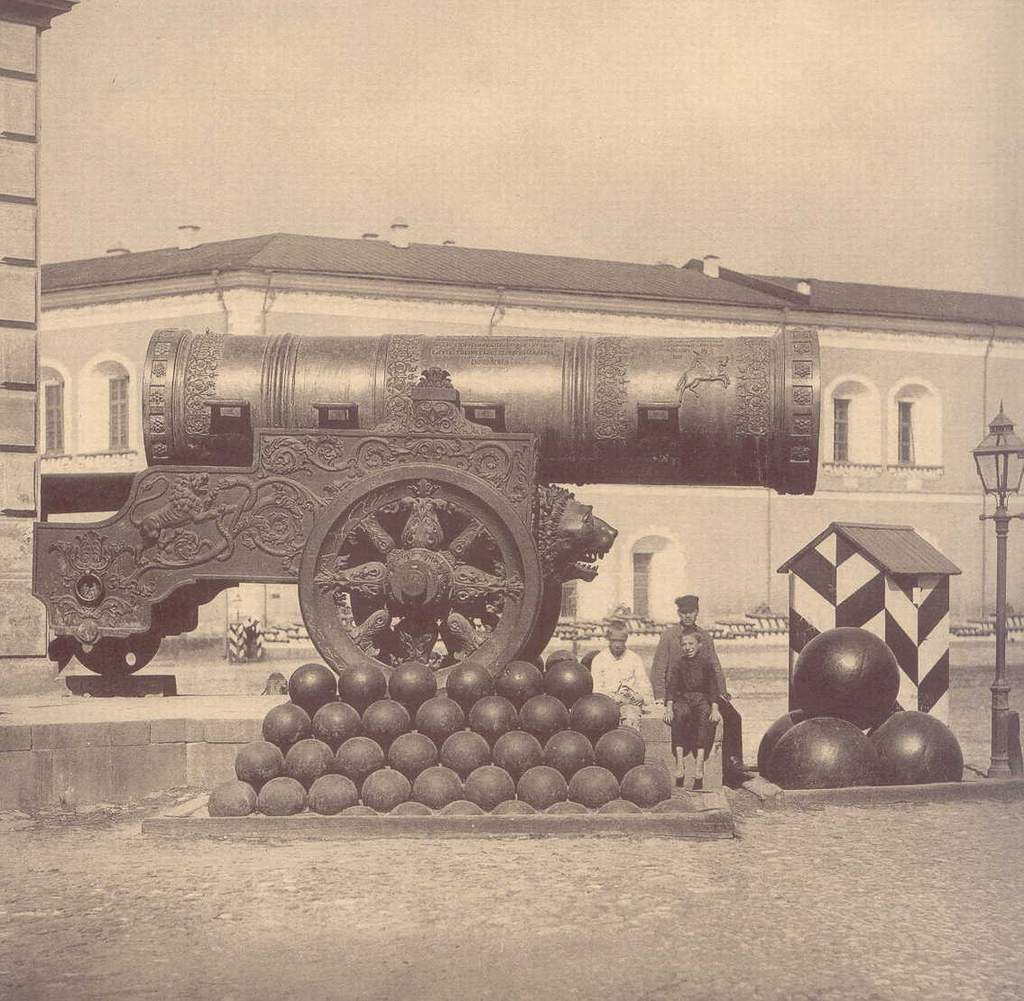
Zarenkanone im 19. Jahrhundert

Die Zarenkanone wurde in der Zeit hergestellt, als die Gusstechnik in der Waffenherstellung im Zarentum Russland bereits mehr als 200 Jahre bekannt war und ein technisch beachtliches Niveau erreicht hatte. Aus dem 15. und 16. Jahrhundert stammen auch etliche erhaltene Exemplare von Artilleriegeschützen, die allesamt nicht nur durch große Ausmaße (mehrere Tonnen Gewicht und teilweise über 500 mm Kaliber) auffallen, sondern auch mit ihren reichhaltigen kunstvollen Ornamentierungen bedeutende Meisterwerke der angewandten Kunst darstellen. Speziell im Moskauer Kreml sind einige Exemplare am Arsenalgebäude, nicht weit vom Standort der Zarenkanone, zu sehen. Viele solcher Geschütze kamen in für Russland historisch wichtigen Schlachten (wie bei der Eroberung des Khanats Kasan durch Truppen Iwan IV. des Schrecklichen) zum Einsatz.
Auch die Zarenkanone sollte durchaus ihrem eigentlichen Zweck dienen, vermutlich vor allem der Verteidigung des Kremls, der zu jener Zeit Residenz der russischen Zaren war. Ihre genaue Entstehungsgeschichte ist nicht mehr überliefert, bekannt ist jedoch, dass Andrei Tschochow als Gießermeister im Zeitraum von ungefähr 1568 bis 1629 im Moskauer Kanonengießerhof (nahe dem heutigen Lubjanka-Platz) tätig war und allein fünf markante Geschütze, die im Moskauer Kreml stehen, erschaffen hat. Zwar gibt es keinerlei Hinweise darauf, dass die Kanone jemals in Kämpfen zum Einsatz gekommen wäre, allerdings ergab eine Untersuchung im Jahr 1980, dass aus ihr mindestens einmal geschossen wurde.
Im Laufe der Geschichte wechselte die Zarenkanone mehrmals ihren Standort. Ursprünglich wurde sie auf dem Roten Platz in unmittelbarer Nähe der als Lobnoje Mesto bekannten Tribüne aufgestellt, damit sie im Fall eines Angriffes auf den Kreml aus östlicher Richtung eingesetzt werden konnte. Damals hatte das Geschütz keine Lafette und war stattdessen auf einem speziellen Gestell mit vorgegebenem Neigungswinkel platziert. Erst Anfang des 18. Jahrhunderts, als bis dahin kein Verteidigungsfall aufgetreten war, wurde die Kanone ausgemustert und wechselte 1706 als Denkmal in den Kreml. Dort wurde sie zunächst am Gebäude des Arsenals aufgestellt und erhielt zusätzlich eine hölzerne Lafette, die jedoch während des spektakulären Großbrandes im Krieg gegen Napoleon 1812 den Flammen zum Opfer fiel. 1835 wurde die Kanone dann auf die neue Lafette gestellt, auf der sie steht. Ungefähr zur gleichen Zeit wurden vor dem Arsenalgebäude auch die anderen rund 20 historischen Geschütze aufgestellt, wo sie teilweise noch zu sehen sind.
1843 wurde die Zarenkanone als besonders wichtiges Denkmal des russischen Waffenhandwerks von den anderen Ausstellungsstücken am Arsenalgebäude getrennt und vor das Gebäude der Rüstkammer des Moskauer Kremls verlegt, wo sie noch bis 1960 stand. Danach wurde sie an ihren heutigen Standort am Iwanplatz des Kremls, in der Nähe der drei Kremlkathedralen, gebracht. Im Frühjahr 1980 wurde die Kanone samt Lafette im Zuge der Vorbereitungen Moskaus zu den XXII. Olympischen Sommerspielen vorübergehend aus dem Kreml abtransportiert und einer gründlichen Restaurierung mit Beteiligung von Spezialisten der Dserschinski-Militärakademie für Artillerie in Serpuchow unterzogen, bis sie im Sommer 1980 wieder in den Kreml gebracht wurde.

## Gedenktafel

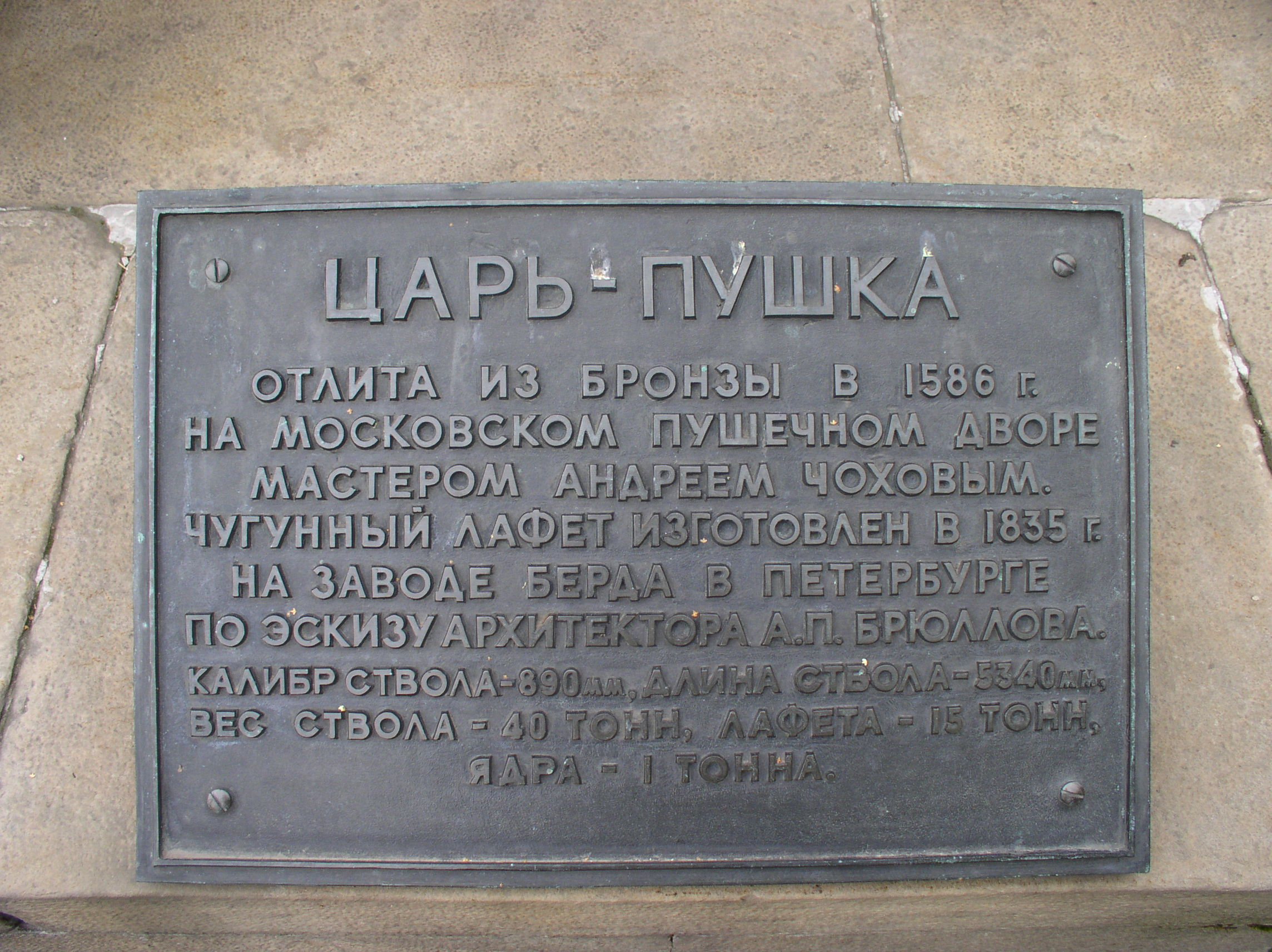
Gedenktafel an der Kanone

Die Gedenktafel an der Kanone hat die folgende Aufschrift (mit deutscher Übersetzung):
| Царь-пушка Отлита из бронзы в 1586 г. на Московском пушечном дворе мастером Андреем Чоховым. Чугунный лафет изготовлен в 1835 г. на заводе Берда в Петербурге по эскизу архитектора А.П.Брюллова. Калибр ствола 890 мм, длина ствола 5340 мм, вес ствола 40 тонн, лафета 15 тонн, ядра 1 тонна. | Zarenkanone Sie wurde 1586 auf dem Moskauer Kanonenhof von Meister Andrej Tschochow aus Bronze gegossen. Die Gusseisen-Lafette wurde 1835 im Werk Baird in St. Petersburg nach der Skizze des Architekten A. P. Brjullow angefertigt. Sie hat ein Kaliber von 890 mm, die Länge des Laufes ist 5340 mm, das Gewicht der Kanone beträgt 40 Tonnen, das der Lafette 15 Tonnen, einer Kanonenkugel 1 Tonne. |

## Sonstiges

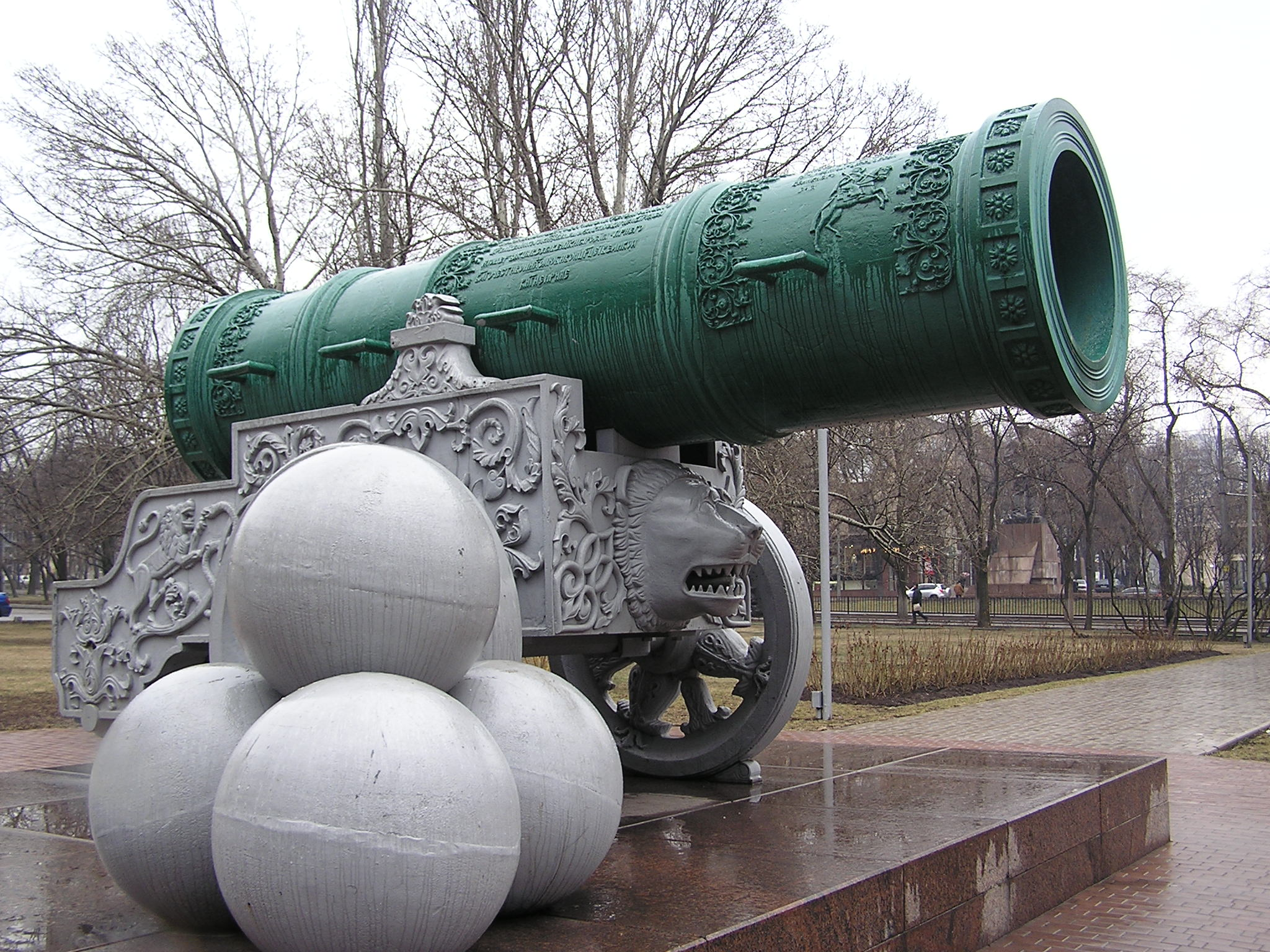
Der Nachbau in Donezk

Im Guinness-Buch der Rekorde ist die Zarenkanone als die größte Haubitze in der Weltgeschichte gelistet, während als größtes Artilleriegeschütz weltweit die deutsche Dora gilt. Außerdem hat die Zarenkanone mit ihren 890 Millimetern nach dem amerikanischen Mörser Little David das wohl größte Kaliber unter allen je bekannten Schusswaffen.
Im Frühjahr 2001 wurde in der russischen Teilrepublik Udmurtien im Auftrag der Moskauer Stadtverwaltung eine fast originalgroße Kopie der Zarenkanone gegossen. Sie wiegt 42 Tonnen bei einem Laufdurchmesser von 89 Zentimetern. Diese Kopie war ein Geschenk der Stadt Moskau an die ukrainische Stadt Donezk, wo sie seitdem am Vorplatz des Stadthauses aufgestellt ist.